# Technoboy
Cristiano Giusberti (Bologna, 19 december 1970), beter bekend als Technoboy, is een Italiaans dj en producer die voornamelijk hardstyle uitbrengt.

## Levensloop
Hij was een van de grondleggers van de hardstyle, samen met onder andere Pavo, Dana en Luna.
De platen komen uit op labels als Dance Pollution, Red Alert, Titanic Records, Green Force, BLQ, Bonzai Records Italy, Bonzai Trance Progressive Italy en XTC Italy.
Giusberti brengt zijn platen uit onder verschillende aliassen, zoals: DJ Gius, Nitro, Klone, Pacific Link, The Hose, Spiritual Project, Giada, The KGB's, K-Traxx, Citizen, TNT, Hardstyle Masterz, Hunter, The Raiders, DJ Stardust, Droid, Atlantic Wave, Vector Two, Q-Zar, Ruff, Speedwave, Builder, Psy Man, Antonio & Cristiano, Automatic DJz, Snartz, Elisir en Dark Oscillators. Bijna alle platen die worden uitgebracht onder deze namen worden geproduceerd door een vast groepje producers, bestaande uit Antonio Donà, Riccardo Tesini, Sergio Paradiso, Angelo Ventura, Luca Antolini, Mauro Farina en Cristiano Giusberti.
Giusberti geniet grote bekendheid in de hardstyle wereld en draait op vele grote evenementen zoals Qlimax.
Op 9 december 2006 had Technoboy zijn eigen solo-evenement in de SilverDome in Zoetermeer. Hij kreeg zijn eigen X-Qlusive in 2009 in zowel de Heineken Music Hall, Nederland en in het Hordern Pavilion, Sydney, Australië.

### Remix voor de Duitse band Zombie nation
Het nummer Kernkraft 400 van de Duitse band Zombie Nation werd geremixed door Cristiano Giusberti (als DJ Gius). Deze remix werd in oktober 1999 uitgebracht als radiomix en single, en een hit in vele landen (waaronder Nederland op plek 8 in de Nederlandse Top 40), nummer 1 in Canada, Griekenland, Ierland en Engeland.